# マイケル・ジャクソン THIS IS IT
『マイケル・ジャクソン THIS IS IT』（マイケル・ジャクソン ディス・イズ・イット、英語: Michael Jackson's This Is It）は、2009年に公開されたマイケル・ジャクソンのドキュメンタリー映画である。この場合の「This is it.」は「これで最後だ」という意味で、このライブ（7月から公演予定のロンドンでのライブ）が最後のライブだ、という趣旨の本人の発言から取られている。
2009年6月25日のマイケル急死を受けて、7月から公演を予定していたロンドン公演のリハーサル映像を基に制作された。
ドキュメンタリー映画としては、歴代1位の興行収入を記録している。
オリコンにおけるBlu-rayの売上は歴代4位。

## 内容
2009年3月5日、マイケル・ジャクソンはロンドンのO2アリーナにて、同地でのコンサート公演『THIS IS IT』を行うことを表明。同年7月13日から2010年3月6日までに全50公演の開催が予定されていたが、直前の6月25日にマイケルが急死。本作品はその『THIS IS IT』のリハーサル映像を中心に構成されている。
リハーサルは5月から6月にかけて、ザ・フォーラムとステイプルズ・センターで行われ、本作品では2009年4月からマイケルの亡くなる前日までのリハーサル映像が使用される。

### 公開
8月10日、ソニー・ピクチャーズが6000万ドルの映画制作権を支払い、本作の制作が決定。当初の公開予定日は10月30日だったが2日繰り上げられ、10月28日に「2週間限定」で全世界同時公開。公開後に11月27日までの4週間に期間が延長された。また、日本では12月19日からアンコール上映が行なわれ、翌2010年6月19日からも再び実施された。
チケットは9月27日に発売され、24万枚を売り上げた。全世界で同じ時間帯に公開されるため、日本では午後7時に封切になった。

### 評価
アメリカ合衆国で10月27日夜に行われた先行上映のみで220万ドルを稼ぎ、さらに週末興行収入は2300万ドルで初登場1位となった。
日本では全国の劇場で28日から31日までの4日間で6億4663万6400円もの興行収入と50万9251人の観客動員数を記録、また31日公開後初めての休日突入で新宿ピカデリーの観客動員数が4025人を記録し、それまでの最多記録であった『崖の上のポニョ』を500名上回った。

### その他
2010年6月26日19:00 - 21:00(JST)、WOWOWにてテレビ初放映。
2010年12月24日20:30 - 22:54(JST)、日本テレビ系にて金曜特別ロードショーで地上波初放送された。キー局のプライムタイムに放送される洋画としては、異例の日本語字幕版の放送となった。理由として、ドキュメンタリー映画であるため、日本語吹き替え版を用意できないことによるものである。

## 受賞
| 年     | 国             | 賞          | 受賞部門     | 文献   |
| ------ | -------------- | ----------- | ------------ | ------ |
| 2009年 | 日本           | 報知映画賞  | 特別賞       | [ 13 ] |
| 2010年 | アメリカ合衆国 | BETアワード | 最優秀映画賞 | [ 14 ] |

## 映像ソフト
2010年1月27日に、Blu-ray DiscおよびDVD-Videoでソニー・ピクチャーズより同時発売された。本編の他に多くの未公開映像が映像特典として収録されている（DVDでは80分もしくは130分。Blu-ray Discでは165分）。
なお、DVDでは同じソニー・ピクチャーズよりメモリアルDVD BOXが、Blu-ray Discではソニー・コンピュータエンタテインメントよりプレイステーション3本体との同梱版『PlayStation 3 「マイケル・ジャクソン THIS IS IT」 Special Pack』がそれぞれ限定発売された。また、タワーレコードからは限定仕様のジャケット（配色が黒色）で、Blu-rayの特典の一部が加えられて発売された。Amazon.co.jpからは限定仕様のスチールブックジャケットのBlu-rayが発売された。
メイキング映像では映画本編で収録されなかった「ヒール・ザ・ワールド」の披露時に流れる映像の大半、3D映像の仕様、マイケル・ジャクソンが退場するときに行われる予定だった飛行機の演出が収録された。
オリコンDVD総合チャートでは3週連続1位を記録した。本作はドキュメンタリー映画という特性上、オリコンでは音楽DVDとして扱われなかった（DVD音楽チャートでは他のアーティストが1位を記録している）。
また、同じ日にハギワラシスコムよりmicroSD（携帯電話からの視聴用。1GB）・USBメモリ（パソコンからの視聴用。2GB）でも発売された。ただし収録されているのは本編のみである。

### 日本でのリリース
- マイケル・ジャクソン THIS IS IT コレクターズ・エディション（DVD1枚組、2010年1月27日発売）
  - 映像特典
    - カムバックにかける想い
      - 冒険の始まり
      - ショーを超えて

    - キング・オブ・ポップの衣装
    - マイケル・ジャクソンの想い出
    - オーディション風景 最高のダンサーを求めて
    - オリジナル劇場予告編
    - 予告編集
- マイケル・ジャクソン THIS IS IT デラックス・コレクターズ・エディション（DVD2枚組、2010年1月27日発売）
  - ディスク1：本編DVD（コレクターズ・エディションと同様）
  - ディスク2：特典DVD
    - 製作の舞台裏
      - ダンサーについて
      - バンドについて
      - ヴォーカリストについて

  - 特製スリーブケース付き
- マイケル・ジャクソン THIS IS IT メモリアルDVD BOX（DVD2枚組、2010年1月27日発売・10,000セット完全限定生産）
  - セット内容
    - マイケル・ジャクソン THIS IS IT デラックス・コレクターズ・エディション
    - 特製Tシャツ
    - フォトブックレット（24P）
    - 特製アウターケース
- マイケル・ジャクソン THIS IS IT Blu-ray（1枚組、2010年1月27日発売）
  - 映像特典
    - ショートフィルム：“スリラー”
    - ショートフィルム：“スムーズ・クリミナル”
    - メイキング・オブ・ショートフィルム：“スムーズ・クリミナル”
    - カムバックにかける想い
      - 冒険の始まり
      - ショーを超えて

    - キング・オブ・ポップの衣装
    - マイケル・ジャクソンの想い出
    - オーディション風景 最高のダンサーを求めて
    - 製作の舞台裏 ダンサーについて
    - 製作の舞台裏 バンドについて
    - 製作の舞台裏 ヴォーカリストについて
    - “ダンシング・マシーン”振付師が語るマイケルのダンス
    - 『マイケル・ジャクソン THIS IS IT』フォト・ギャラリー
    - オリジナル版劇場予告編
    - BD-LIVE
    - PlayStation 3限定壁紙

  - 封入特典
    - フォトブックレット（24P）

  - 特製スリーブケース付き
- マイケル・ジャクソン THIS IS IT Blu-ray 廉価版（1枚組、2011年12月21日発売）
  - 映像特典：既発のBlu-ray版と同様
  - DVDレンタル：本編のみ・メニュー無し・開始と同時にセル版の海外プロモーション映像が始まる